# Kim Seol-hyun
Kim Seol Hyun  (en hangul, 김설현; Bucheon, Gyeonggi; 3 de enero de 1995), más conocida como Seolhyun, es una cantante, bailarina, actriz, modelo y MC surcoreana. Pertenece a AOA desde 2012, donde ocupa el puesto de vocalista, bailarina principal y visual.

## Biografía
Seolhyun nació el 3 de enero de 1995, en Bucheon, Corea del Sur. Tiene una hermana mayor, Kim Joo-hyun.
Asistió a Kachiul Elementary School, Sungkok Middle School, y Gyeonggi Arts High School. Después estuvo asistiendo a la universidad Kyung Hee. Supo que quería ser cantante al estar en una banda.

## Carrera
Es miembro de la agencia "FNC Entertainment".

### 2010-2014
En el año 2010 Seolhyun ganó el 8th Smart Model, una competición en la que estudiantes hacían de modelos de uniformes. Los ganadores de ese concurso después se convirtieron en celebridades. El evento estuvo representado por buenas agencias, razón por la que Seolhyun firmó un contrato con su actual agencia FNC Entertainment.
Después de dos años de entrenamiento, el 30 de julio de 2012, debutó con AOA en Ment M! Countdown con la canción "Elvis". Al poco tiempo apareció en el drama de televisión My Daughter Seo-young, en el que hacía de profesora.
El 5 de febrero de 2013, Seolhyun junto a la actriz Lee Se-young fueron escogidas como modelos de la marca Clean & Clear. En abril de ese mismo año participó en el drama Ugly Alert. Su papel era el de una chica cuyo sueño era ser actriz. Este fue su segunda aparición en dramas. 
Ella declaró: Estoy nerviosa por este nuevo proyecto. Pero quiero volver a esforzarme pensando que es una experiencia más que me llevo. Quiero llegar al corazón de las personas.
En 2014, modeló para la marca Buckaroo y la marca de prendas de deporte Mizuno. Luego participó para su primera película titulada Gangnam Blues También apareció en el show de variedad, Brave Family, pero desafortunadamente fue cancelado debido a las pobres calificaciones que tuvo en sus escasos 10 episodios.

### 2015-2016
El 10 de febrero de 2015, se informó que sería la protagonista del drama Orange Marmalade. Su papel era el de una vampiresa adolescente y por esa actuación ganó el premio a la actriz más popular en el KBS Drama Awards 2015.

### 2019-presente
El 4 de octubre del 2019 se unió al elenco principal de la serie My Country, donde dio vida a Han Hee-jae, una joven inteligente y aventurera que luego de ver a su país caer en la ruina, busca la forma de escapar, hasta el final de la serie el 23 de noviembre del mismo año.
En abril de 2022 se unió al elenco de la serie The Killer's Shopping List (también conocida como «Murderer’s Shopping List»), donde da vida a Do Ah-hee, una oficial de la policía realista.
Ese mismo mes se anunció que estaba en pláticas para unirse al elenco de la serie Summer Strike.
El 8 de mayo de 2023, Seolhyun de AOA recibió el premio a "Mejor Actriz" en el festival de series web de Los Ángeles, LA WEBFEST 2023. Se destacó por su interpretación del personaje Lee Yeo Reum en el drama "Summer Strike", el cual fue nominado en cuatro categorías principales. Entre 150 dramas presentados, Seolhyun fue reconocida por su actuación madura y versátil. El representante del festival elogió su naturalidad y encanto en el papel. Seolhyun expresó su gratitud y se comprometió a seguir mejorando en el futuro. "Summer Strike" es un drama romántico basado en un popular webtoon que narra la historia de personas que dejan sus vidas agitadas en la ciudad para buscar una vida más tranquila en un pequeño pueblo.

## Vida personal
Seolhyun fue llevada a emergencias poco antes de que las chicas tuvieran su comeback en 2013, debido a que sufrió de mucho estrés.
Seolhyun sufrió una segunda lesión en la pierna, teniendo que detener su actividades, como grabar en el drama de MBC Hotel King. Anteriormente a causa de su lesión en la misma pierna, no había podido promocionar Miniskirt junto al grupo.
En agosto del 2016, se reveló que estaba saliendo con el rapero Zico, y que habían sido pareja por cinco meses. Más tarde se confirmó que decidieron terminar la relación por asuntos personales.

## Filmografía

### Televisión
| Año     | Título                     | Papel        | Canal         | Notas                   | Ref.                 |
| ------- | -------------------------- | ------------ | ------------- | ----------------------- | -------------------- |
| 2012    | My Daughter Seo-young      | Seo Eun-soo  | KBS2          | Personaje secundario    | [ 18 ]               |
| 2013    | Ugly Alert                 | Gong Na-ri   | SBS           | Personaje secundario    | [ 19 ]               |
| 2015    | Orange Marmalade           | Baek Ma-ri   | KBS2          | Protagonista            |                      |
| 2019    | My Country                 | Han Hee-jae  | JTBC          | Protagonista            |                      |
| 2020-21 | Awaken                     | Gong Hye-won | tvN           | Protagonista            |                      |
| 2022    | The Killer's Shopping List | Do Ah-hee    | tvN           | Protagonista            | [ 12 ] [ 20 ] [ 21 ] |
| 2022    | Summer Strike              | Lee Yeo-reum | Genie TV, ENA | Protagonista            | [ 22 ]               |
| 2024    | Light Shop                 | Lee Ji-young | Disney+       | Serie web, protagonista | [ 23 ] [ 24 ]        |

### Películas
| Año  | Título                       | Papel         | Notas                |
| ---- | ---------------------------- | ------------- | -------------------- |
| 2015 | Gangnam 1970 (Gangnam Blues) | Kang Seon-hye | Personaje secundario |
| 2017 | Memoir of a Murderer         | Kim Eun-hee   | Protagonista         |
| 2018 | Ansi Fortress (Ansi City)'   | Baek Ha       | -                    |

### Programas de variedades
| Año              | Programa                                 | Notas                                                    |
| ---------------- | ---------------------------------------- | -------------------------------------------------------- |
| 2022             | Unexpected Business 2 (Boss by Chance 2) | invitada                                                 |
| 2018             | Pajama Friends                           | ep. #12-13 - invitada especial                           |
| 2018             | Knowing Bros                             | invitada - junto a Jimin                                 |
| 2016             | Law of the Jungle in Tonga               | 4 episodios (Ep. # 208-211) - miembro                    |
| 2014, 2015, 2016 | Running Man                              | 5 episodios (#201, #255, #278-279 y #293) - participante |
| 2014, 2015       | 2 Days & 1 Night                         | 2 episodios (#349 y #417) - invitada                     |

### Presentadora
| Año  | Evento                | Notas                                  |
| ---- | --------------------- | -------------------------------------- |
| 2019 | 2019 SBS Gayo Daejeon | co-presentadora - junto a Jun Hyun-moo |

### Anuncios
| Año  | Título  | Notas                                             |
| ---- | ------- | ------------------------------------------------- |
| 2015 | Buckaro | junto a Lee Seung-hyub - apareció en los anuncios |

## Premios y nominaciones
| Año  | Premio                              | Categoría                             | Proyecto                   | Resultado |
| ---- | ----------------------------------- | ------------------------------------- | -------------------------- | --------- |
| 2015 | Baeksang Arts Awards                | Mejor nueva actriz                    | Gangnam Blues              | Nominada  |
| 2015 | Korea Drama Awards                  | Mejor nueva actriz                    | Orange Marmalade           | Nominada  |
| 2015 | 52nd Grand Bell Awards              | Mejor nueva actriz                    | Gangnam Blues              | Nominada  |
| 2015 | Blue Dragon Film Awards             | Mejor nueva actriz                    | Gangnam Blues              | Nominada  |
| 2015 | Blue Dragon Film Awards             | Estrella popular                      | Gangnam Blues              | Ganadora  |
| 2015 | 4th APAN Star Awards                | Mejor nueva actriz                    | Orange Marmalade           | Nominada  |
| 2015 | 14th KBS Entertainment Awards       | Mejor novato                          | Brave Family               | Ganadora  |
| 2015 | KBS Drama Awards                    | Mejor nueva actriz                    | Orange Marmalade           | Nominada  |
| 2015 | KBS Drama Awards                    | Actriz más popular                    | Orange Marmalade           | Ganadora  |
| 2015 | KBS Drama Awards                    | Mejor pareja con Yeo Jin-goo          | Orange Marmalade           | Nominada  |
| 2016 | Seoul TV CF Awards                  | Modelo del año                        | —                          | Ganadora  |
| 2016 | 5th Marie Claire Film Festival      | Novato                                | Gangnam Blues              | Ganadora  |
| 2016 | 11th Max Movie Awards               | Estrella prometedora                  | Gangnam Blues              | Ganadora  |
| 2016 | 10th Asian Film Awards              | Mejor novato                          | Gangnam Blues              | Nominada  |
| 2016 | 8th Style Icon Asia                 | Mejor síndrome                        | —                          | Ganadora  |
| 2016 | Korean Advertisers Association      | Mejor modelo                          | —                          | Ganadora  |
| 2016 | 10th SBS Entertainment Awards       | Mejor artista                         | Law of the Jungle in Tonga | Ganadora  |
| 2016 | 2nd Fashionista Awards              | Mejor vestida- Categoría carpeta roja | —                          | Nominada  |
| 2016 | InStyle Star Icon                   | Mejor cuerpo-Celebridad femenina      | —                          | Nominada  |
| 2017 | 6th KOPA & Nikon Press Photo Awards | La estrella más fotogénica del año    | —                          | Ganadora  |
| 2017 | 1st The Seoul Awards                | Mejor actriz nueva (película)         | Memoir of a Murderer       | Nominada  |
| 2017 | 3rd Fashionista Awards              | Mejor vestida- Categoría carpeta roja | —                          | Nominada  |